# Nguelebok
Nguelebok es una comuna camerunesa perteneciente al departamento de Kadey de la región del Este. Como arrondissement recibe el nombre de Ndem-Nam.
En 2005 tiene 10 411 habitantes.
Se ubica en el centro de la región, unos 50 km al sureste de la capital regional Bertoua.

## Localidades
Comprende la ciudad de Ndem-Nam y las siguientes localidades:
| - Bello - Bitamyen - Dem I - Dimako II - Djal - Gabeletta - Godanga - Gonga - Gounte - Kamba-Mieri - Koba - Konga - Lelo - Mbenbiyo - Mbouffou | - Melambo - Meloupo - Ndem-Nam Village - Ndengoro - Ndjassi - Ndoumbe - Ngoulemakong - Ngoutou - Nguikouassima - Nol - Nyamtimbi - Nyansambo - Nzembele - Sambi - Sangoe |